# High school comedy
Een high school comedy is een type comedyfilm dat zich op en rond de middelbare school afspeelt. Vaak spelen meerdere jonge acteurs de hoofdrol. Terugkerende thema's zijn: volwassen worden, de eerste keer seks, beroepskeuzes en conflicten met leraren.
De film Fast Times at Ridgemont High uit 1982 wordt wel als de trendsetter van dit genre gezien. In de jaren hierna volgden Weird Science en Ferris Bueller's Day Off. Het genre is sindsdien nog steeds populair, zoals de American Pie-films bewijzen.
Uit dit genre kwam ook de Teen sitcom voort. Dit zijn comedyseries van hetzelfde genre.